# Kremlin.ru
Kremlin.ru es el sitio web oficial del presidente de la Federación Rusa. Fue lanzado en enero de 2000. El contenido del sitio web tiene una licencia Creative Commons Attribution 4.0 International.

## Contenido
El sitio web publica todo el contenido emitido por el Presidential Press Service en los idiomas ruso e inglés, especialmente las transcripciones de los discursos presidenciales rusos.

## Historia
El sitio web del presidente de Rusia se lanzó en enero de 2000 y se modificó radicalmente durante 2001-2002, lo que resultó en una segunda versión lanzada el 20 de junio de 2002, seguida de una versión en inglés un año después. El 19 de enero de 2004, se lanzó una versión para niños y se llamó al presidente de Rusia: a los ciudadanos en edad escolar".
Una tercera versión fue lanzada el 20 de junio de 2004, solo tres meses después de las elecciones presidenciales rusas.
Una cuarta versión fue lanzada el 31 de agosto de 2009, con una versión en inglés el 3 de junio de 2010.
La quinta versión actual se lanzó el 8 de abril de 2015. 
El 13 de mayo de 2010, el sitio se convirtió en uno de los tres primeros sitios del dominio .rf.
El 20 de julio de 2012, el sitio fue objeto de un ataque DDoS, y en 2013, el sitio fue bloqueado en Turkmenistán.
Desde el 24 de febrero de 2022, el sitio no ha estado disponible de forma intermitente debido a los ataques DDoS, junto con varios otros sitios web del gobierno ruso (por ejemplo, mil.ru), aparentemente como reacción a la invasión rusa de Ucrania.